# Kamilla Kvarnevik
Kamilla Signe Britta Kvarnevik född 3 augusti 1967, är en svensk keramiker.

## Biografi
Kvarnevik studerade vid konsthantverkslinjen vid Kävesta folkhögskola 1987-1989 och Kuben i Örebro 1999-2000, Glas och Keramikskolen på Bornholm 2000-2003 samt vid kurser på Kyrkeruds folkhögskola samt vid Keramik och Porslins Industriskolan. 
Hon har medverkat i samlingsutställningar på Örebro läns museum, Konstfrämjandet i Örebro, Galleri Kilsborg i Karlstad och utställningarna Katten i konsten, Boningar i konsten samt Vatten i konsten i Tällerud och med Katter på tapeten med Konsthantverkarna i Karlstad. 
Bland hennes offentliga utsmyckningar märks dekorkakel till Scalateatern i Karlstad.
Hennes keramik består av bruksgods, unika ting och skulpturala arbeten i stengods och porslinslera.